# 普瓦斯基縣 (肯塔基州)
普瓦斯基縣（英語：Pulaski County）是美國肯塔基州東南部的一個縣。面積1,754平方公里。根據美國2000年人口普查估計，共有人口56,217人。縣治萨默塞特 (Somerset)。
成立於1798年12月10日。縣名紀念在美國獨立戰爭中戰死的波蘭志願者卡西米爾·普瓦斯基。本縣在大部份情況下是一個禁酒的縣。

## 城市
- 伯恩賽德